# Berndt Wilhelm von Liewen
Berndt Wilhelm von Liewen, född 6 februari 1685 i Estland, död 9 februari 1771, var en svensk militär.

## Biografi
Redan 1700 sökte von Liewen som femtonåring värvning i generalmajor von Clodts regementskår och blev 1706 fänrik vid estländska adelsfanan, som då anfördes av hans farbror Hans Henrik von Liewen. Han deltog i slaget vid Klissow, belägringen av Reval och Stralsund samt i striden vid Gadebusch och blev vid Tönningen fången och fördes till Fyn, men erhöll danska konungens pass och tillåtelse att bege sig till Brandenburg. von Liewen avancerade inte längre än till major vid Smålands regemente under Karl XII:s levnad, vilken utnämning kom några månader före kungens död. Under fredstiden avancerade han dock till högre grader. År 1730 utnämndes han till överstelöjtnant vid Kronobergs regemente, 1746 befordrades han till överste, och 1756 fick han befordran till generalmajor, och blev slutligen 1759 generallöjtnant. Han utmärkte sig även som en mycket skicklig lanthushållare över sina gods.

### Familj
Berndt Wilhelm von Liewen var son till friherren och översten i österrikisk tjänst Berndt Otto von Liewen och Lucia von Wartensleben. Han gifte sig 10 maj 1722 med Anna Magdalena Taube (1697–1770). Hon var dotter till generalguvernören Gustaf Adam Taube och Anna Dorotea von Fersen. De fick tillsammans barnen ryttmästaren Fredrik Adam von Liewen (1723–1777), kaptenen Gustaf Vilhelm von Liewen (1726–1806), Anna Dorotea Charlotta von Liewen (1727–1730), majoren Bernt Malte von Liewen (1730–1805), kaptenen Hans Henrik von Liewen (1732–1805), som var far till Gustaf Rutger von Liewen, överstelöjtnanten Carl Johan von Liewen (1733–1798) och Vilhelmina Magdalena von Liewen (1737–1785) som var gift med överstelöjtnanten August Wallenstierna.